# Acronis True Image
Acronis True Image là một sản phẩm phần mềm do Acronis sản xuất nhằm bảo vệ dữ liệu cho người dùng cá nhân bao gồm, sao lưu, lưu trữ, truy cập và khôi phục cho các hệ điều hành Windows, macOS, iOS và Android. Là phần mềm chụp ảnh đĩa, True Image có thể khôi phục hình ảnh đã chụp trước đó sang đĩa khác, sao chép cấu trúc và nội dung vào đĩa mới, cũng cho phép nhân bản đĩa và thay đổi kích thước phân vùng, ngay cả khi đĩa mới có dung lượng khác. Các bản sao lưu ở định dạng độc quyền lưu bằng định dạng tên tệp .tib. Acronis được ra mắt vào năm 2003 và vào tháng 12 năm 2014 tuyên bố có hơn 5 triệu người tiêu dùng và 500.000 người dùng doanh nghiệp.

## Tổng quan

### Phiên bản
Một số phiên bản của Acronis True Image có sẵn. Acronis True Image Cloud là phần mềm dựa trên đăng ký bổ sung các dịch vụ cho phép sao lưu trực tuyến và cục bộ với sao lưu đám mây không giới hạn và cung cấp sao lưu cho một tùy chọn điện thoại di động và máy tính bảng. Các phiên bản kế tiếp của Acronis True Image là phiên bản sao lưu cục bộ. Cả hai phiên bản có sẵn tại các cửa hàng bán lẻ.
Cho đến bản phát hành 9, đã có phiên bản Acronis True Image cho người dùng cá nhân và doanh nghiệp, với phiên bản dành cho doanh nghiệp có tên Acronis True Image Server. Phần mềm sao lưu cho máy chủ sau này được đổi tên thành "Acronis Backup".

### Hoạt động
Acronis True Image có thể tạo hai loại sao lưu: sao lưu file, sao lưu các file và thư mục do người dùng chỉ định và ảnh hệ thống, là các ảnh chụp nhanh chính xác của toàn bộ phân vùng đĩa. Chương trình có thể sao lưu ổ cứng hệ thống trong khi hệ điều hành đang chạy. Acronis True Image có thể duyệt nội dung của các bản sao lưu và khôi phục chúng một phần hoặc toàn bộ. Nó cũng có thể gắn một bản sao lưu đĩa dưới dạng ổ đĩa ảo, có thể đọc được giống như bất kỳ ổ đĩa nào.
Mặc dù các bản sao lưu có thể được khôi phục khi hệ thống đang chạy, nhưng mục đích chính của sao lưu là khôi phục hệ thống khi không khởi động được. Acronis True Image có thể cài đặt Acronis Startup Recovery Manager (ASRM), một chương trình máy tính giúp khôi phục các bản sao lưu khi khởi động. Acronis True Image cũng có thể tạo một bản sao của Acronis Rescue Media, live DVD chứa bản sao Acronis True Image và có thể khôi phục bản sao lưu vào máy tính không thể khởi động theo cách thông thường, miễn là ổ đĩa khởi động tốt (hiện có hoặc mới) có sẵn
Phiên bản Acronis True Image Cloud cho phép người dùng đám mây cũng sao lưu thiết bị di động của họ. Điện thoại thông minh iPhone và Android được hỗ trợ, ngoài máy tính bảng iPad và Windows. Phiên bản này cũng mang lại tùy chọn "Try and Decide" cho phép người dùng thực hiện các hành động tiềm ẩn rủi ro như cài đặt phần mềm không đáng tin cậy với tùy chọn quay lại chức năng hệ thống trước khi xảy ra sự cố.
Acronis True Image Cloud cho phép nhiều thiết bị được sao lưu, quản lý và lưu trữ trên Acronis Cloud từ bảng điều khiển trực tuyến.

### Hệ thống tập tin được hỗ trợ
Acronis True Image hỗ trợ nhiều hệ thống file bao gồm NTFS, FAT32, ext2, ext3, ext4, HFS+, APFS, ReiserFS và Linux Swap.
Ngoài việc sao lưu các hệ thống file được hỗ trợ, Acronis True Image cung cấp các tùy chọn sao lưu và khôi phục khu vực thô độc lập với hệ thống file, do đó hỗ trợ hệ thống file bị hỏng hoặc không được hỗ trợ. Điều này tạo ra một hình ảnh hoàn chỉnh của tất cả các lĩnh vực trên phân vùng, cho dù chúng có chứa dữ liệu hay không; hình ảnh sẽ không được nén và có cùng kích thước với phân vùng.

## Lịch sử
Acronis bắt đầu vào năm 2001 như là một bộ phận của SWsoft và năm 2003 đã trở thành một công ty riêng biệt và tiếp tục phát hành phần mềm Acronis True Image. Tên True Image được áp dụng cho tất cả các nền tảng từ Home đến Corporate cho đến năm 2010, khi phần mềm sao lưu doanh nghiệp Acronis được đổi tên, với True Image là phiên bản home.

### Phiên bản
| Phiên bản | Năm  | Ghi chú |
| --------- | ---- | --- |
| 6.0       | 2002 | Hỗ trợ tạo ảnh đĩa trên phương tiện DVD có thể ghi và ổ USB ngoài. |
| 7,0       | 2003 | Bao gồm một giao diện wizard-driven. Hỗ trợ nhân bản đĩa sao chép trực tiếp nội dung của ổ cứng sang ổ khác. |
| 8,0       | 2004 | Hỗ trợ sao lưu vào vị trí mạng và khôi phục các file riêng lẻ từ ảnh đĩa. |
| 9.0       | 2005 | Phiên bản cuối cùng hỗ trợ Windows 98 và Windows ME. Secure Zone cho phép sao lưu vào phân vùng ổ đĩa ẩn. Startup Recovery Manager giúp khôi phục trong thời gian khởi động mà không cần đĩa khởi động riêng. |
| 10,0      | 2006 | Sao lưu và khôi phục trực tiếp từ chia sẻ mạng và máy chủ FTP. Có thể lưu trữ tài liệu lưu trữ của Microsoft Outlook và Outlook Express cũng như Windows Address Book. |
| 11.0      | 2007 | File Shredder giúp phá hủy vĩnh viễn các file. Try&Decide giúp thiết lập một sandbox trong đó các chương trình không tin cậy có thể chạy an toàn mà không có nguy cơ thay đổi vĩnh viễn hoặc làm hỏng hệ thống. |
| 2009      | 2009 | One-click Backup sao lưu máy tính bằng các cài đặt mặc định, không hỏi bất kỳ câu hỏi nào ngoài đích sao lưu. |
| 2010      | 2010 | Hỗ trợ ổ cứng ảo (VHD) và Windows 7. Nonstop Backup cung cấp bảo vệ dữ liệu liên tục. Online Backup sao lưu dữ liệu đến một vị trí trên Internet. Phiên bản 13 home có sẵn dưới dạng WD Edition miễn phí (xem các quan hệ đối tác bên dưới) |
| 2011      | 2010 | Hỗ trợ USB 3.0, tích hợp với Windows 7 và các chương trình sao lưu được xác định trước. |
| 2012      | 2011 | Hỗ trợ đồng bộ hóa file, lưu trữ gắn liền với mạng, Nonstop Backup qua mạng và sao lưu trực tuyến tích hợp. |
| 2013      | 2012 | Thêm quyền truy cập di động và hỗ trợ Windows 8 (ngoại trừ UEFI Secure Boot). Phiên bản 16 home có sẵn dưới dạng WD Edition miễn phí và Seagate DiskWizard (xem phần hợp tác bên dưới) |
| 2014      | 2013 | Sửa lỗi, thay đổi nhỏ. Hỗ trợ UEFI Secure Boot đã được thêm vào trong phiên bản này. |
| 2015      | 2014 | Thay đổi hoàn toàn giao diện người dùng và loại bỏ nhiều tính năng bao gồm chuyển đổi file sao lưu từ định dạng.tib sang.vhd và ngược lại, quản lý file sao lưu người dùng (xóa các bản sao lưu đã chỉ định khi đích không đủ dung lượng để sao lưu mới), hợp nhất theo hướng người dùng sao lưu, nhập và xuất các cài đặt sao lưu và khả năng sắp xếp sao lưu theo ngày. Phiên bản 18 Home có sẵn dưới dạng WD Edition miễn phí (xem các quan hệ đối tác bên dưới) |
| 2016      | 2015 | Đã thêm hỗ trợ cho Windows 10. Đã xóa hỗ trợ cho Windows Vista. |
| 2017      | 2016 | Đã thêm các biện pháp đối phó ransomware đang hoạt động, dịch vụ công chứng dựa trên blockchain và ký điện tử (chỉ phiên bản cao cấp). |
| 2018      | 2017 | Đã thêm bản sao của đĩa hoạt động và sao lưu liên tục. |

## Định dạng file
Acronis True Image đảm bảo khả năng tương thích ngược cho các file ảnh (với phần mở rộng.tib) được tạo bằng một phiên bản trước đó, nghĩa là ảnh được tạo bằng phiên bản trước đó có thể được khôi phục thành công (phiên bản cũ hơn có thể có hoặc không hoạt động). Các bản sao lưu được tạo để tương thích giữa các phiên bản khác nhau của Acronis True Image trong cùng một phiên bản (Home, Enterprise), ví dụ, giữa Acronis True Image Echo Workstation và Acronis True Image Echo Enterprise Server hoặc giữa các phiên bản Linux và Windows. Khả năng tương thích không được đảm bảo giữa các sản phẩm không nằm trong cùng một phiên bản. Đảm bảo khả năng tương thích phiên bản chéo được ghi lại.

### Chuyển đổi định dạng
VMware Converter của công ty ảo hóa VMware hỗ trợ chuyển đổi các file.tib được tạo bởi Acronis True Image Echo 9.1 và 9.5 trước đây và Acronis True Image Home 10 và 11 thành một máy ảo. Tuy nhiên, sau khi VMware Converter không thể nhận ra Acronis True Image 2013.tibs, VMware cho biết "thật không may, VMware Converter không hỗ trợ các phiên bản Acronis True Image hiện tại".
Acronis True Image có một tùy chọn để chuyển đổi các bản sao lưu giữa định dạng sao lưu.tib và VHD độc quyền của Microsoft, được hỗ trợ rộng rãi hơn và được ghi lại theo Microsoft Open Specification Promise.

## Quan hệ đối tác
Acronis đã cấp phép các phiên bản tùy chỉnh của Acronis True Image cho một số nhà sản xuất ổ cứng, bao gồm Acronis True Image WD Edition của Western Digital, Intel Data Migration Software để di chuyển từ ổ cứng hiện tại sang SSD Intel, và Seagate DiscWizard. Các phiên bản như vậy là miễn phí tải xuống và sử dụng, nhưng chỉ với các ổ đĩa cứng của nhà sản xuất đó.